# Kanu-Verband Nordrhein-Westfalen
Der Kanu-Verband Nordrhein-Westfalen e. V. (Kanu NRW) ist der nordrhein-westfälische Landesverband für Kanusport und Mitglied im Deutschen Kanu-Verband (DKV) und im Landessportbund NRW. Als Verbandszweck gibt die Satzung an „alle Formen des Kanusports unter Beachtung der Belange des Natur- und Umweltschutzes zu fördern und zu pflegen“. Sitz des Verbandes ist Duisburg.
Mit mehr als 360 Vereinen ist Kanu NRW der größte Landesverband des DKV.

## Vorstand
Gemäß der Satzung des Kanu-Verbandes Nordrhein-Westfalen ist das Präsidium der geschäftsführende Vorstand im Sinne des § 26 BGB. Zum Präsidium des Kanu-Verbandes Nordrhein-Westfalen gehören:
- Thomas Reineck, Präsident
- Elke Heuver, Finanzen
- Thomas Hartleif
- Chris Schog

Der erweiterte Vorstand besteht aus:
- Franz-Peter Walkowski (Ehrenpräsident)
- Felix Willert (Rennsportwart)
- Thorsten Bremer (Slalomsportwart)
- Ralf Beerschwenger (Wildwassersportwart)
- Marc Huse (Wandersportwart)
- Georg Dopp (Kanupolosportwart)
- Chris Schog (Jugendwart)
- Carsten F. Bacher (Drachenbootsportwart)

## Stützpunkte des Kanu-Verbandes Nordrhein-Westfalen

### Kanurennsport
- Leistungszentrum und Stützpunkt Ruhrgebiet West
- Stützpunkt Hamm/Westfalen-Lippe
- Stützpunkt Westfalen Nord
- Stützpunkt Ruhrgebiet Mitte
- Stützpunkt Bergisches Land
- Stützpunkt Rheinland

### Kanuslalom
- Leistungszentrum Hohenlimburg
- Stützpunkt Rheinland
- Stützpunkt Westfalen

### Wildwasserrennsport
- Stützpunkt Düsseldorf-Neuss
- Stützpunkt Köln

### Kanupolo
- Stützpunkt Duisburg
- Stützpunkt Essen
- Stützpunkt Köln

Kanu Schule NRW in Wesel

## Bezirke des Kanu-Verbandes NRW
Der Kanu-Verband NRW ist gegliedert in 9 Bezirke:
- Bezirk 1: Obere Lippe
- Bezirk 2: Obere Ruhr
- Bezirk 3: Westfalen West; zu diesem Bezirk gehören die Städte Gelsenkirchen und Dortmund, sowie die Kreise Borken, Recklinghausen und Coesfeld, außerdem Teile der Kreise Ennepe-Ruhr und Unna.
- Bezirk 4: Köln-Bonn-Aachen
- Bezirk 5: Düsseldorf
- Bezirk 7: Niederrhein; zu diesem Bezirk gehören die Städte Oberhausen, Krefeld und Mönchengladbach, die Kreise Wesel, Kleve und Viersen, sowie die nördlichen und westlichen Stadtteile von Duisburg.
- Bezirk 8: Ruhr-Wupper; zu diesem Bezirk gehören die Städte Bochum, Essen, Mülheim an der Ruhr, Wuppertal und Solingen.
- Bezirk 9: Westfalen-Nord
- Bezirk 10: Ostwestfalen-Lippe; zu diesem Bezirk gehören die Kreise Bielefeld, Gütersloh, Herford, Höxter, Lippe, Minden und Paderborn.